# Hertug af Auerstädt
Titlen Duc d'Auerstaedt (Hertug af Auerstädt) blev af Napoleon I tildelt marskal Louis-Nicolas Davout i 1808 til erindring om Davouts storslåede sejr ved Auerstädt i 1806.
Efter marskal Davouts død arvede hans søn titlen, men ved dennes død i 1853 faldt titlen bort. I 1864 gav Napoleon III titlen til marskal Davouts nevø Léopold Davout, hvis tipoldesøn i dag er hertug af Auerstädt.

## Hertuger af Auerstädt
- Louis-Nicolas Davout, Marskal af Frankrig (10. maj 1770 – 1. juni 1823)
- Napoléon Louis Davout d'Auerstaedt d'Eckmühl (6. januar 1811 – 13. juni 1853)
- General Léopold Davout d'Auerstaedt (9. august 1829 – 9. februar 1904)
- Louis Nicolas Marie Bernard Davout d'Auerstaedt (24. marts 1877 – 1. marts 1958)
- Oberst Léopold Henri Jean Louis Marie Davout d'Auerstaedt (1. februar 1904 – 18. maj 1985)
- Charles Louis Iwao Marie Davout d'Auerstaedt (30. november 1951 – 8. februar 2006)
- Sébastien Davout d'Auerstaedt (1992 – nu)

## Heraldik
- Familien d'Avouts våben under ancien régime
- Louis Nicolas Davouts våben som hertug af Auerstädt
- Louis Alexandre Davouts våben som baron under Napoleon I (Louis Alexandre var bror til marskal Davout)
- Léopold Davouts våben som hertug af Auerstädt
- Kundgørelsen af Léopold Davouts ophøjelse i hertugstanden

## Eksterne links
- En (forældet) Online Gotha: Davout d'Auerstaedt (engelsk)
- Héraldique européenne: Maison Davout Arkiveret 5. september 2013 hos  Wayback Machine (fransk)